# EgyptAir Express
Ne doit pas être confondu avec EgyptAir.
Egyptair Express est une compagnie aérienne régionale basée au Caire, en Égypte. Il s'agit d'une filiale en propriété exclusive de la compagnie publique Egyptair, créée en 2006 pour offrir aux passagers des fréquences accrues sur les routes nationales et régionales grâce à l'utilisation d'avions plus petits. La compagnie aérienne est membre de Star Alliance, via l'adhésion de sa société mère, Egyptair, depuis juillet 2008. Le 4 novembre 2019, elle fusionne avec sa société mère Egyptair dans le cadre d'un plan de restructuration,.

## Historique

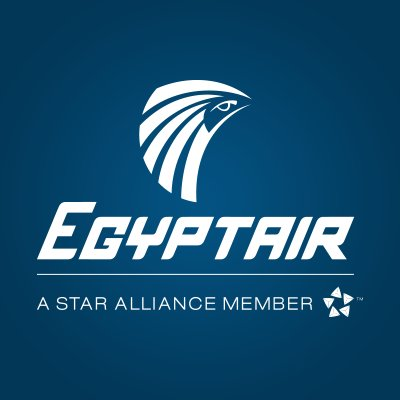
Logo de Egyptair.

Egyptair Express voit le jour en mai 2006 et lance ses opérations le 1er juin 2007.
En janvier 2018, la compagnie aérienne prévoit ouvrir une base à l'aéroport international de Charm el-Cheikh pour sa flotte entrante d'Airbus A220-300, ce qui peut augmenter le nombre de destinations desservies par la compagnie aérienne à l'aéroport avec la possibilité d'opérer vers villes d'Italie, d'Allemagne, du Maroc et d'Inde sans interruption.
Depuis le 4 novembre 2019, dans le cadre du plan de restructuration du ministre de l'Aviation, le maréchal de l'Air Younes Hamed, Egyptair Express a été complètement fusionnée avec Egyptair, sa société mère. Elle continue à exploiter l'Embraer E170 qui se vend progressivement au rythme d'un par mois, remplacé par l'Airbus A220 exploité par la ligne principale Egyptair. Elle cesse ses activités en juin 2020 après avoir vendu le dernier Embraer E170,.

## Affaires corporatives
Les principales tendances d'Egyptair Express, au 30 juin, sont ci-dessous. Les chiffres pour les années se terminant le 30 juin 2011 et 2012 (*) ont été retardés en raison des perturbations provoquées par la révolution égyptienne au début de 2011, et les chiffres eux-mêmes reflètent les perturbations survenues.
|                                          | 2008  | 2009  | 2010   | 2011 | 2012 | 2013   | 2014   | 2015   | 2016   | 2017   |
| ---------------------------------------- | ----- | ----- | ------ | ---- | ---- | ------ | ------ | ------ | ------ | ------ |
| Chiffre d'affaires (Modèle:EGPm)         | 334   | 525   | 706    | 636  | 628  | 796    | 801    | 841    | 958    | 1,414  |
| Profits (Modèle:EGPm)                    | 4     | 15    | 7      | −18  | −101 | 7      | 0.7    | 2      | 77     | −120   |
| Nombre de passagers (m)                  | 0.9   | 1.1   | 1.5    | 1.3  | 1.1  | 1.3    | 1.1    | 1.2    | 1.2    | 1.1    |
| Facteur de remplissage des passagers (%) | 81    | 76    | 77     | 75   | 72   | 79     | 77     | 83     | 79     | 82     |
| Nombre d'avions (en fin d'année)         | 6     | 12    | 12     | 12   | 12   | 11     | 12     | 12     | 12     | 12     |
| Nombre de routes (en fin d'année)        | 11    | 14    | 20     | 25   | 20   | 22     | 24     | 20     | 20     | 20     |
| Notes/sources                            | [ 9 ] | [ 9 ] | [ 10 ] | (*)  | (*)  | [ 12 ] | [ 13 ] | [ 14 ] | [ 15 ] | [ 16 ] |

## Destinations
Egyptair Express desservait les destinations suivantes à partir d'octobre 2019 :
| Country         | City            | Airport                                     | Notes     |
| --------------- | --------------- | ------------------------------------------- | --------- |
| Chypre          | Larnaca         | Larnaca International Airport               |           |
| Egypte          | Abu Simbel      | Abu Simbel Airport                          |           |
| Egypte          | Alexandrie      | Borg El Arab Airport                        | Base      |
| Egypte          | Assiut          | Assiut Airport                              |           |
| Egypte          | Aswan           | Aswan International Airport                 |           |
| Egypte          | Le Caire        | Cairo International Airport                 | Base      |
| Egypte          | Hurghada        | Hurghada International Airport              |           |
| Egypte          | Luxor           | Luxor International Airport                 |           |
| Egypte          | Marsa Alam      | Marsa Alam International Airport            |           |
| Egypte          | Sharm El Sheikh | Sharm El Sheikh International Airport       |           |
| Egypte          | Sohag           | Sohag International Airport                 |           |
| Grece           | Athenes         | Athens International Airport                |           |
| Hongrie         | Budapest        | Budapest Ferenc Liszt International Airport |           |
| Koweit          | Koweit          | Kuwait International Airport                |           |
| Liban           | Beirut          | Beirut–Rafic Hariri International Airport   | Saisonier |
| Arabie Saoudite | Jeddah          | King Abdulaziz International Airport        | Saisonier |
| Arabie Saoudite | Riyadh          | King Khalid International Airport           | Saisonier |

## Flotte historique
En novembre 2019, avant la fusion avec sa société mère, la flotte d'Egyptair Express se compose des avions suivants :
| Avion         | Introduit | À la retraite | Remarques |
| ------------- | --------- | ------------- | --------- |
| Embraer 170LR | 2007      | 2019          |           |